# Сборная Гвинеи-Бисау по футболу
Сборная Гвинеи-Бисау по футболу представляет Гвинею-Бисау в международных матчах и турнирах по футболу. Управляющая организация — Федерация футбола Гвинеи-Бисау.

## История
Сборная Гвинеи-Бисау является одной из слабейших сборных континента, ни разу не принимавшей участия в чемпионате мира. На Кубке африканских наций Гвинея-Бисау дебютировала в 2017 году. Гвинейцы четырежды принимали участие в отборочных кампаниях к чемпионату мира, сыграв 8 матчей (одна победа, две ничьи и пять поражений при разнице забитых и пропущенных мячей 5:13), и столько же раз пытались отобраться на Кубок африканских наций, проведя 16 матчей (две победы, три ничьи и 11 поражений при разнице забитых и пропущенных мячей 10:32). Единственным более или менее значимым достижением сборной Гвинеи-Бисау является выход в финал малоизвестного регионального турнира — Кубка Амилькара Кабрала — в 1983 году и участие в четырёх Кубках африканских наций (2017, 2019, 2021 и 2023).

## Чемпионат мира
- 1930 — 1994 — не принимала участия
- 1998 — 2022 — не прошла квалификацию

## Кубок африканских наций
- 1957 — 1992 — не принимала участия
- 1994 — не прошла квалификацию
- 1996 — снялась по ходу квалификации
- 1998 — дисквалифицирована за самоотвод с квалификации 1996 года
- 2000 — не принимала участия
- 2002 — снялась с квалификации
- 2004 — снялась с квалификации
- 2006 — не прошла квалификацию
- 2008 — не принимала участия
- 2010 — не прошла квалификацию
- 2012 — не прошла квалификацию
- 2013 — не прошла квалификацию
- 2015 — не прошла квалификацию
- 2017 — групповой этап
- 2019 — групповой этап
- 2021 — групповой этап
- 2023 — групповой этап
- 2025 — не прошла квалификацию

## Состав
Следующие игроки были вызваны в состав сборной главным тренером Басиру Канде для участия в матчах отборочного турнира Кубка африканских наций 2022 против сборной Сенегала (11 ноября 2020) и (15 ноября 2020).
Игры и голы приведены по состоянию на 17 ноября 2019 года:
|  | Вр  | Джонас Мендеш    | 20 ноября 1989 (35 лет)    | 39 | 0  | Блэк Леопардс   |  |  |
|  | Вр  | Руй Дабо         | 5 октября 1994 (30 лет)    | 1  | 0  | Оливейренсе     |  |  |
|  | Вр  | Марко Джоко      | 15 января 1999 (26 лет)    | 0  | 0  | Жувентуде Эвора |  |  |
|  |     |                  |                            |    |    |                 |  |  |
|  | Защ | Рудинилсон Силва | 20 августа 1994 (30 лет)   | 18 | 0  | Кауно Жальгирис |  |  |
|  | Защ | Нану             | 17 мая 1994 (30 лет)       | 7  | 0  | Порту           |  |  |
|  | Защ | Марселу Джало    | 8 октября 1993 (31 год)    | 5  | 0  | Луго            |  |  |
|  | Защ | Симау Жуниор     | 29 августа 1998 (26 лет)   | 0  | 0  | Кова-да-Пиедади |  |  |
|  | Защ | Жефферсон Энкада | 17 апреля 1998 (26 лет)    | 0  | 0  | Лейшойнш        |  |  |
|  |     |                  |                            |    |    |                 |  |  |
|  | ПЗ  | Пеле             | 29 сентября 1991 (33 года) | 14 | 0  | Риу Аве         |  |  |
|  | ПЗ  | Бура             | 22 декабря 1995 (29 лет)   | 9  | 0  | Фаренсе         |  |  |
|  | ПЗ  | Жуан Жаките      | 22 февраля 1996 (29 лет)   | 5  | 0  | Тондела         |  |  |
|  | ПЗ  | Морету Кассама   | 16 февраля 1998 (27 лет)   | 4  | 0  | Реймс           |  |  |
|  | ПЗ  | Леонель Уча      | 9 мая 1988 (36 лет)        | 3  | 0  | Торренси        |  |  |
|  |     |                  |                            |    |    |                 |  |  |
|  | Нап | Полин Воави      | 10 ноября 1987 (37 лет)    | 56 | 14 | Миср эль-Макаса |  |  |

## Достижения
- Кубок Амилькара Кабрала — финалист (1983)